# En e Xanax
En e Xanax è un brano musicale del cantante italiano Samuele Bersani, pubblicato come singolo il 30 agosto 2013 dall'etichetta discografica Fuori Classifica Edizioni Musicali.
Il singolo è apripista dell'album Nuvola numero nove, in uscita il 10 settembre 2013. Il titolo del brano deriva dal nome di due psicofarmaci.

## Video musicale
Il video è stato pubblicato il 10 settembre 2013, diretto da Nicolò Massazza, vede la partecipazione, oltre che di Bersani anche dei giovani attori Camilla Semino Favro e Alessandro Sperduti. Negli ultimi minuti del videoclip, inoltre, appare la fidanzata del cantante e musa ispiratrice dell'album: Desirée.

## Tracce
Download digitale
1. En e Xanax - 4:30

## Classifiche
| Classifica (2013) | Posizione |
| ----------------- | --------- |
| Italia            | 46        |